# Joseph-Berlioz Randriamihaja
Joseph-Berlioz Randriamihaja (30 novembre 1975) è un ex ostacolista malgascio, specializzato nei 110 metri ostacoli.

## Biografia
Randriamihaja ha debuttato internazionalmente nel 1999, vincendo una medaglia d'argento ai Giochi panafricani in Sudafrica. L'anno seguente, dopo aver vinto il titolo continentale ai Campionati africani, ha preso parte alla sua prima edizione dei Giochi olimpici a Sydney 2000, rivestendo i panni del portabandiera della delegazione nel corso della cerimonia d'apertura dei Giochi. Nel corso della sua carriera a livello internazionale, Randriamihaja ha gareggiato ancora alle Olimpiadi di Atene 2004 e di Pechino 2008 e in svariate edizioni dei Mondiali, ma è nel continente africano che ha raccolto il maggior numero di successi. Lasciata la nazionale malgascia, ha continuato a competere nei campionati di Francia.
Randriamihaja detiene il record nazionale nei 60 e 110 metri ostacoli, stabiliti nella stagione 2004-05.

## Palmarès
| Anno | Manifestazione           | Sede         | Evento   | Risultato        | Prestazione | Note |
| ---- | ------------------------ | ------------ | -------- | ---------------- | ----------- | ---- |
| 1999 | Giochi panafricani       | Johannesburg | 110 m hs | Argento          | 13"85       |      |
| 2000 | Campionati africani      | Algeri       | 110 m hs | Oro              | 13"99       |      |
| 2000 | Giochi olimpici          | Sydney       | 110 m hs | Quarti di finale | 14"07       |      |
| 2001 | Giochi della Francofonia | Ottawa       | 110 m hs | 4º               | 13"79       |      |
| 2001 | Mondiali                 | Edmonton     | 110 m hs | Semifinale       | 13"77       |      |
| 2002 | Campionati africani      | Radès        | 110 m hs | Argento          | 13"80       |      |
| 2003 | Mondiali                 | Saint-Denis  | 110 m hs | Batteria         | 13"80       |      |
| 2003 | Giochi panafricani       | Abuja        | 110 m hs | Oro              | 13"77       |      |
| 2003 | Giochi afro-asiatici     | Hyderabad    | 110 m hs | 4º               | 13"94       |      |
| 2004 | Giochi olimpici          | Atene        | 110 m hs | Quarti di finale | 13"64       |      |
| 2005 | Mondiali                 | Helsinki     | 110 m hs | Batteria         | 14"18       |      |
| 2005 | Giochi della Francofonia | Niamey       | 110 m hs | Bronzo           | 14"08       |      |
| 2006 | Campionati africani      | Bambous      | 110 m hs | Argento          | 14"03       |      |
| 2007 | Giochi panafricani       | Algeri       | 110 m hs | Argento          | 13"72       |      |
| 2007 | Mondiali                 | Osaka        | 110 m hs | Batteria         | 13"83       |      |
| 2008 | Giochi olimpici          | Pechino      | 110 m hs | Batteria         | 13"91       |      |
| 2009 | Mondiali                 | Berlino      | 110 m hs | Batteria         | dnf         |      |
| 2010 | Campionati africani      | Nairobi      | 110 m hs | 6º               | 14"11       |      |